# Història de Quito

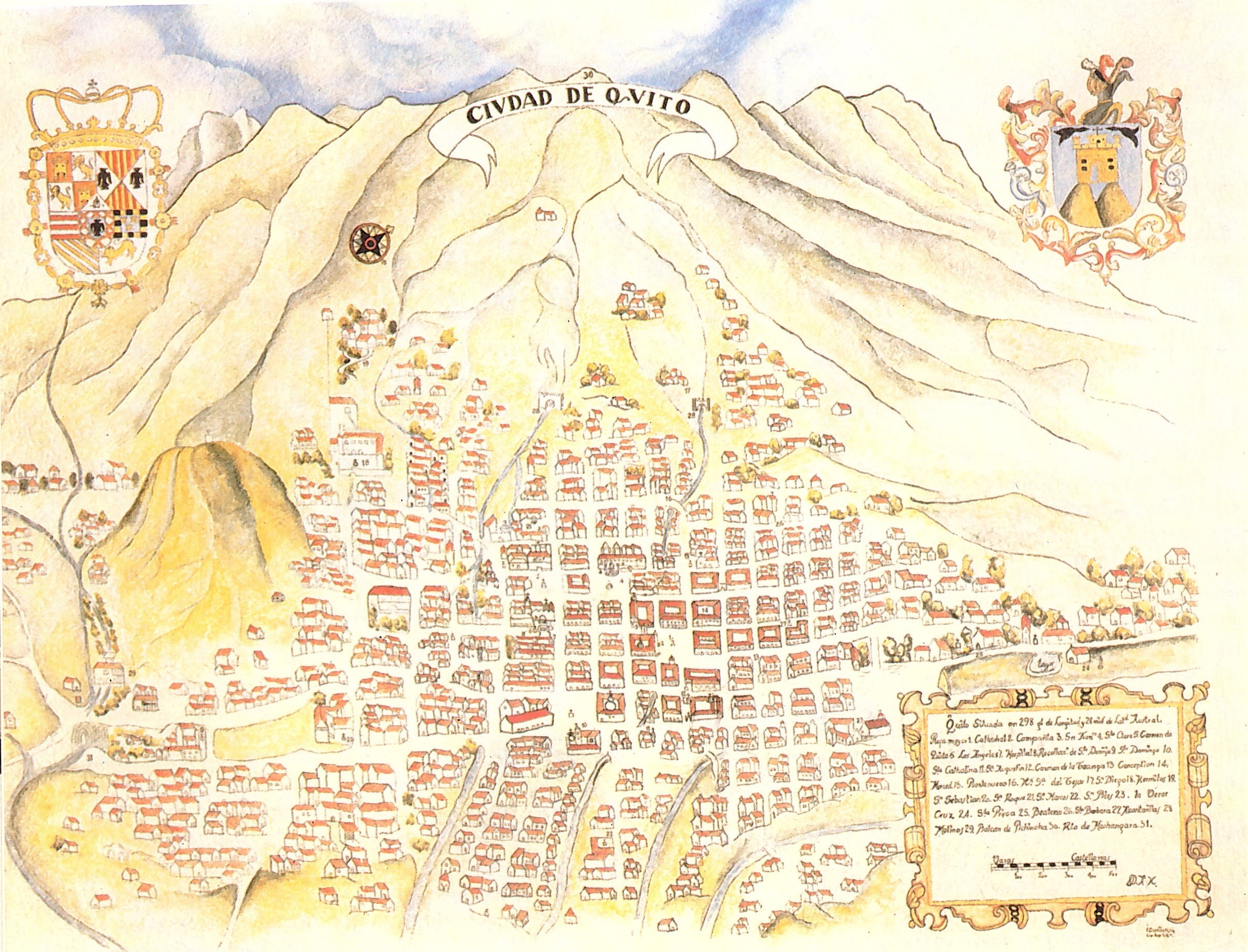
Pla de la Ciutat de Quito al 1734, feta per Dionisio de Alcedo i Herrera

Paisatge que recrea la fauna i la flora domèstica del Corregiment de Quito; publicat en l'Obra Relación Histórica del Viatge a l'América Meridional, de Jordi Joan i Antonio de Ulloa durant la realització de la Missió Geodèsica Francesa en la Reial Audiència de Quito en 1735

La història de Quito es remunta als primers habitants que van poblar les regions orientals del districte al voltant de l'any 1030 aC, en el sector de l'Inca. Si bé existeixen restes arqueològiques que demostren que la ciutat va estar poblada durant segles, es desconeix el moment exacte de la seva fundació.
Més endavant, amb l'arribada dels inques, Quito es convertiria en una ciutat important de la zona nord del Tahuantinsuyo i després de la destrucció de Tomebamba es va transformar a la segona capital d'imperi Inca. El 6 de desembre de 1534 la ciutat seria conquistada pels espanyols i és, a partir d'aquesta data, que es considera la seva fundació. Durant la colònia seria el centre polític de l'actual Equador, la segona ciutat a ser fundada en territori equatorià i des d'aquella època la capital i principal centre de la nació.

## Època prehispànica

### Període Paleoindígena
Les recerques arqueològiques assenyalen que al peu del turó Ilaló es va trobar el primer assentament humà dels Andes centre-nord de l'Equador. En la dècada dels 60 les excavacions van oferir 80.000 artefactes lítics, la majoria d'ells d'obsidiana, la qual cosa revela que aquesta matèria primera va ser altament demandada en els primers mil·lennis d'adaptació de l'home a les valls i erms andins. En gran part són eines per tallar, raspar, perforar i puntes de fletxa. L'utillatge lític de l'home primerenc del Ilaló ens suggereix que vivia de la cacera i la recol·lecció. A la Serralada Oriental, en els erms de l'Antisana, en els sectors de Mullumica i Quiscatola, s'han identificat evidències d'ocupació humana en època primerenca. Es dedueix que els caçadors de la vall pujaven als jaciments d'obsidiana, la qual cosa els obligava a ocupar coves i abrics rocosos de l'erm. L'Inga pertany al període paleolític o paleoindi que correspon a l'estadi cultural de caça, pesca i recol·lecció. Els estudis de Robert Bell van determinar una antiguitat de 7080 aC.; posteriors recerques segons les datacions obtingudes per hidratació d'obsidiana ens donen 10300 aC.

### Període Formatiu
El jaciment arqueològic denominat Cotocollao, localitzat a l'actual barri del mateix nom, va ser descobert pel Pare Porras de la Universitat Catòlica l'any 1973. Després d'un estudi sistematitzat, Cotocollao resulta ser fins avui l'assentament millor conegut del període formatiu de la serra, el més àmpliament estudiat i amb dades de cronologia bastant segurs. La subsistència estava assegurada pel cultiu del blat de moro, a part d'altres productes com la quinoa, la carabassa, entre d'altres, aquesta dieta la va complementar amb la cacera, sent molt important la presència del cérvol, el conill, i els camèlids. Altres costums ben registrats en el lloc de Cotocollao es relacionen amb la vida cerimonial i funerària. El material ceràmic de Cotocollao té una afinitat quan parlem d'estils i de decoracions amb les cultures formatives de la Costa. Aquesta civilització va desaparèixer a causa de les erupcions del volcà Pululaua.

### Desenvolupament Regional i Integració
El FONSAL (Fons de Salvament) i el Banc Central de l'Equador han dut a terme diversos projectes de recerca que han produït troballes importants. Pel que sembla, el lloc de Quito, Quitwa o Kitu ha estat habitat al llarg de mil·lennis, no obstant això no ha existit un poblament continu, per això és difícil donar continuïtat al panorama històric de la ciutat.
El parc arqueològic i ecològic Rumipamba es troba localitzat en el sector nord-occidental de la ciutat de Quito, entre les avingudes Occidental, Amèrica i Mariana de Jesús. Cobreix una àrea de 32 hectàrees en les quals s'ha descobert, a partir de l'any 2001, una gran quantitat de restes aborígens del període prehispànic, especialment aquelles de caràcter arquitectònic. Aquest lloc està travessat per un barranc de nom homònim, que s'origina en els flancs occidentals del volcà Pichincha.
Rumipamba és un emplaçament els vestigis del qual corresponen a diversos períodes arqueològics molt primerencs: el "Formatiu Tardà" (1500 aC a 500 aC) per l'evidència de restes ceràmiques d'aquesta filiació. El denominat de “Desenvolupament Regional” (500 aC a 500 D.C) caracteritzat per la presència de tombes i associat a fragments de plats trípodes perforats. L'evidència del període d'Integració (500 dC a 1500 dC) està composta per restes de llogarets els habitatges dels quals han estat construïts en fang amb sostrada de palla i envoltats per murs de pedra. D'aquest període hi ha evidència de tombes poc profundes, situades molt prop de les estructures habitacionals, amb aixovars ceràmics que ens diuen dels seus costums funeraris. La ceràmica que més abunda en aquest lloc correspon al període d'integració.
Atuells amb engalba vermell polit simple amb escassa decoració. Associades a aquestes s'han trobat atuells tipus “pela d'ou”, de filiació amb la cultura Panzaleo. Les datacions obtingudes situen l'ocupació tardana entre l'any 600 i el 900 dC Segurament, l'ocupació d'aquest lloc no va ser contínua. S'hauria interromput per les erupcions volcàniques, especialment les del Pululahua i les del Guagua Pichincha, que van destruir diversos habitatges del lloc. L'alta densitat de pedres va facilitar l'elaboració d'instruments: burins, martells, pulidores. L'abundant presència de metalls evidencia una dieta basada en la preparació de grans.

### Regne de Quito
Un dels capítols més polèmics en la història de la capital és el relacionat amb el Regne de Quito, esmentat pel pare jesuïta Juan de Velasco en la seva Història publicada al segle xviii, on es parla d'un regne mític conformat per les ètnies Quitu i Cares. Si bé les actuals evidències arqueològiques ens ajuden a entendre que un regne de les característiques que descriu l'historiador no van ser possibles, si sabem que una important confederació com els Kitus es van assentar en els vessants del Pichincha i van habitar la zona a l'arribada dels inques.

### Imperi Inca
Per als inques, aquesta regió sembla haver tingut una importància des del punt de vista sagrat. La geografia de la ciutat era diferent a l'actual. Les investigacions ens revelen que gran part de la zona que avui ocupa el centre històric va ser ocupada en el temps dels inques. Cap al nord es trobava la llacuna d'Iñaquito i cap al sud la llacuna de Turubamba. De la muntanya sagrada descendien nombrosos barrancs, molts dels quals alimentaven a la població amb les seves fonts i gorgeres. Dins de la cosmovisió inca, el jaguar tenia un paper protagonista per ser considerat com l'animal més fort i per això se'l va associar amb el foc i la força.
Les recerques revelen que gran part de la zona on avui es troba el Centre Històric va ser ocupada en temps dels inques. La forma de la ciutat s'assemblava a un jaguar, símbol sagrat per a aquell poble, raó per la qual la majoria de ciutats inques tenien la forma del felí. Els límits de la ciutat incaica de sud a nord eren: el turó del Yavirak o Shungu Lloma (avui Panecillo), on es trobava el temple del sol, fins al turó del Huanakauri (avui el barri de San Juan) on estava el temple de la lluna. D'est a oest s'estenia entre el Pichincha i el turó de l'Itchimbía. Sota l'actual convent franciscà es trobava el palau de Huayna Cápac i a la Plaça Gran, el palau d'Atahualpa. El Aclla Huasi o "temple de les escollides", situat avui en l'actual Convent de Santa Catalina.
La conquesta inca d'aquesta regió va ser iniciada per Túpac Inca Yupanqui, fill de Pachacútec, el fundador de l'Imperi Incaic. I va ser Huayna Capac, fill del primer, el primer inca que va establir la seva residència en terres de Tomebamba, l'actual ciutat de Conca.

## Fundació i assentament definitiu de San Francisco de Quito
A causa de la ràpida arribada de Pedro de Alvarado a la regió per Badia de Caráquez i Portoviejo, i per evitar majors contratemps, el 15 d'agost de 1534, Diego de Almagro, urgit pel temps, va fundar la ciutat de Santiago del Quito en les planícies de Riobamba. D'aquesta manera, va prendre possessió de les terres per a la jurisdicció de Francisco Pizarro. Aquesta actitud va complicar les ambicions d'Alvarado, qui obligatòriament va haver de pactar amb els seus compatriotes. Dies després, en el mateix lloc que Diego de Almagro va fundar la ciutat de Santiago de Quito, el 28 d'agost de 1534, va ocórrer el que diversos historiadors anomenen la fundació a distància de San Francisco de Quito. La cerimònia va incloure la formació de l'ajuntament o cabildo colonial de la nova Vila, amb la juramentació legal de dos alcaldes i vuit regidors. A l'escribà Gonzalo Díaz li va correspondre donar fe de l'acte executat. El document deia el següent: 
| « | Fundaçión de la Villa de Sant Françisco del Quito. En la çibdad de Santiago A veynte e ocho días del mes de agosto año del nasçimyento de nuestro saluador hiesu xrispo de myle E quinyentos e treynta e quatro años el magnyfico señor don diego de almagro mariscal de su magestad en estos rreynos de la nueva castilla por su magestad y lugar tenyente general de gouernador e capitán general en ellos por el muy magnifico señor el comendador don françisco piçarro adelantado gouernador e capitán general en ellos por su magestad e su magestad por la gracia de dios. En presençia de my gonçalo diaz scriuano de su magestad e scriuano publico y del conçejo desta dicha cibdad el dicho señor mariscal dixo que por quanto el en nonbre de su magestad e del dicho señor gouernador en su rreal nonbre A conquystado e pacificado esta probinçia de Quyto e otras a ella comarcanas e a plazido a nuestro señor que los mas señores e prençipales e yndios dellas están paçifficos e debaxo del yugo e obediençia de su magestad y para que mas verdaderamente vengan a las pazes y se conbiertan a nuestra santa ffe catolyca con la conversaçion e buen enjenplo e dotrina de los españoles basallos de su magestad que en estas partes poblaren. El en nonbre de su magestad ffundo e pobló vna esta çibdad de santiago y por que conbyene al seruiçio de su magestad y a la paz y soçiego destas provynçias y conversión de los naturales dellas que se funde e pueble otro pueblo de mas desta dicha çibdad por que dello su magestad será muy seruydo por tanto quél en nonbre de su magestad y del dicho señor gouernador don ffrançisco piçarro en su rreal nonbre e por virtud de los poderes que de su señoría tiene como su teniente general de gouernador e capitán general ffundava e fundó otro pueblo en el sytio e asyento de dondesta el pueblo que en lengua de yndios aora se llama Quyto questara treynta leguas poco mas o menos desta çibdad de Santiago, al qual puso por nonbre a la villa de san ffrançisco la cual dicha ffundaçion dixo que hazia e hizo en nonbre de su magestad e del dicho señor gouernador con tal condiçion e aditamyento que el dicho señor de su magestad o el dicho señor gouernador en su rreal nonbre lo aprueve e que paresçiendole a su señoría o a él en su nonbre que la dicha puebleo villa de san ffrançisco se deve mudar o poner en otro sytyo en su comarca lo muden e pongan en el lugar e sytio mas conbyniente por que al presente A cabsa de ser la tierra nuevamente conquistada e paçifica no se a visto ny tiene esperyençia de los sytios donde mejor pueda estar la dicha villa para en lo que toca al seruicio de su magestad e a la conversión de los naturales e byen e pro de los vezinos e moradores que en la dicha villa se avezindaren e poblaren e andando el tienpo podrya haber espiryençia de todo e convenyr quel dicho pueblo se mudase en otro cabo mejor e que más convenga e donde se ayan mejor las calidades que se rrequyeren para ffundaçion e poblaçion de pueblo. E luego el dicho señor mariscal en el dicho nonbre de su magestad y del dicho señor gobernador aviendo fecho la dicha ffundaçion segund e de la manera que dicha es dixo que por que la dicha villa sea vien rregida y la justiçia de su magestad admynystrada en ella como conviene a su rreal serviçio que el en nonbre de su magestad e del dicho señor gobernador en su rreal nonbre nonbraba e nonbro por alcaldes hordinarios de su magestad al capitán juan de anpudia e diego de tapia e por rregidores a pedro de puelles e juan de padilla e rrodrig nuñez e pedro dañasco e alonso hernandez e diego maryn de btrera e juan despinoza e melchyor de baldes. Que son personas abiles e sufiçientes y en quien concurren las calydades que se rrequieren en semejantes offciçios hasta tanto que el dicho señor gouernador don ffrançisco piçarro o él en su nonbre otra cosa proveen confforme a la horden que se suele tener en semejantes heleçiones y en nonbre de su magestad e del dicho señor gouernador dixo que les dava poder tal qual de derecho en tal caso se rrequiere a los dichos alcaldes para que puedan traer vara de justiçia en la dicha çibdad e sus termynos e oyr e determynar en los casos de justiçia ansy çeviles como crimynales y en las otras cosas tocantes a los dichos offiçios anexos e pertenesçientes e ansy mysmo a los dichos rregydores en lo tocante a sus offiçios los puedan vsar y exerçer en las cosas e casos tocantes a los dichos offiçios para lo qual como dicho es dixo que les dava poder conplido tal qual de derecho en tal caso se rrequyere con todas sus ynçidençias e dependençias e por que el dicho señor mariscal e por su mandado lo ffirmo juan de espinoza scriuano de su magestad e alcalde mayor en estas provynçias de quito por su magestad. Relación de juan despinoza E después de lo suso dicho en este dicho día e mes e año suso dicho el dicho señor mariscal mando paresçer ante sy a los dichos alcaldes e rregydores de suso contenydos e resçibyo dellos juramento por dyos e por santa maria e por las palabras de los santos evangelyos e por la señal de la cruz en que se pusyeron sus manos derechas corporalmente que como ffieles cristianos temiendo a dios nuestro señor e el de su magestad e byen pro comund de los vezinos e moradores de la dicha villa e que obedesçeryan las provysyones e çedulas de su magestad e los mandamyentos del dicho señor gouernador don ffrançisco piçarro e de sus tenyentes y en todo lo haryan aquellos que buenos alcaldes e rregydores heran oblygados en semejantes cargos los quales asolbyendo el dicho juramento dyxeron si juro e amen e que ansy lo conplyryan en todo lo a ellos posyble e el dicho señor mariscal los dixo que los abya e obo por resçebydos a los dichos offiçios en nonbre de su magestad e del dicho señor gouernador en su rreal nonbre e les dava poder conplydo como dicho es en el dicho nonbre para e lo firmaron de sus nonbres testigo juan despinoza alcalde mayor e el capitán sebastian de benalcaçar. Firman: Diego de Tapia Alonso Hernández Pedro de Puelles Pedro dañasco Rrodrigo Nuñez Juan de Padylla Diego Martyn . | » |
| — Acta de Fundación de la Villa de San Francisco de Quito/ Libro Primero de los Cabildos de Quito/ Folio 15. | |   |

Després de tres mesos i dies de cerimonia, que va estar a càrrec de Don Diego de Almagro, en els voltants de Riobamba, el Tinent de Governador Don Sebastián de Belalcázar va confirmar i va executar la fundació de San Francisco de Quito sobre les ruïnes que va deixar Rumiñahui. Allò va ser el diumenge 6 de desembre de 1534.
En practicar-se l'acte es va ratificar a les autoritats del nou cabildo, composta de regidors i alcaldes que ja s'havien agrupat a l'agost, d'igual manera es van realitzar altres requisits legals com el traç de la nova ciutat. Per això insisteixen els estudiosos, que de forma indiscutible Don Sebastián Moyano de Benalcázar, anomenat Sebastián de Benalcázar, va ser l'autèntic executor i instal·lador de la Vila de San Francisco de Quito i el seu episodi va consistir en un inqüestionable assentament. Però la historiografia equatoriana pel costum de cert historiadors, l'ha considerat fundador de la ciutat de Quito.
Desitjós que la seva feina no s'interrompés, Sebastián de Belalcázar va supervisar el treball del nou cabildo, corporació que va fer l'empadronament dels veïns de la Vila i el traç de la mateixa. També va vigilar la construcció del temple provisional, el repartiment de solars i altres tasques que van assegurar el naixement de la vila, que acabaria sent la florent ciutat cabdal i seu politico-administrativa de la Reial Audiència de Quito. Documents asseguren que els primers veïns de la Vila de San Francisco de Quito van sumar 205, incloent a les autoritats, el mateix Sebastián de Benalcázar i dos esclaus negres. Juan de Ampudia i Diego de Tàpia van ser els primers alcaldes; mentre que Pedro de Puelles, Pedro de Añasco, Rodrigo Núñez, Juan de Padilla, Alonso Hernández, Diego Martín de Utreras, Juan de Espinosa i Melchor de Valdés van treballar com a regidors.

Així es registra el contingut de la primera acta del Cabildo Colonial de Quito: 
| «                                                                                             | En la Villa de San Francisco de la provyncia de Quyto, a seys días del mes de diciembre años del nascimiento de Nuestro Salvador Jhesuxristo de myl quynyentos e treynta a cuatro años el muy noble General de la dicha provyncia por el ilustre e muy magnífico señor el comendador Don Francisco Picarro adelantado governador e capitán general de estos reynos de la Nueva Castilla por sus magestades en presencia de my Concalo Díaz scriuano de sus magestades e su scriuano e notario público de la su corte (...) el dicho señor capitán (mando a) dixo que mandava e mando a my el dicho scriuano notefique a los alcaldes e rregydores deste dicha vila que rresydiesen en ella e admynystrasen en ella la justicia de su magestad e que husasen de los dichos oficios de alcaldes e rregydores conforme a la fundación y elección que hizo el magnifico señor Don Diego de Almagro mariscal en estos rreynos de la Nueva Castilla por manera que esta dicha villa fuese bien rregida e la justicia de su magestad en ella admynystrada so pena de quynyentos pesos de oro para la camara de su magestad demas de las otras penas en derecho establecidas e Ansy mysmo mando a pregonar publicamente esto por dicha villa que todos los españoles que quysyesen asentar por vezinos della paresciesen a beniesen, a se asentar oy dicho dia ante my el dicho scriuano e que el les mandaria señalar solares e exidos y lymites a la dicha villa testigos francisco rryz e mycael de velasco y otros. | » |
| — Fragmento del Acta de Inauguración del Primer Cabildo de la Villa de San Francisco de Quito | |   |

L'ajuntament de la Vila de San Francisco de Quito va efectuar l'empadronament dels veïns i va ordenar a l'arquitecte que fes el traç de la ciutat. Aquest funcionari va demarcar els carrers amb cordill, al voltant de la plaça pública que ara és on es troba la Plaça de la Independència, i el 20 de desembre de 1534 es van repartir els solars perquè els veïns iniciessin la construcció dels seus habitatges i cases. Així mateix, l'inaugurat ajuntament de Quito va acordar que es construís un temple provisional i que als afores de la ciutat existeixi el gran i comú espai denominat Ejido. Cada veí va rebre una extensió important de terreny per a la seva estada.

## Colonització espanyola (1534-1808)

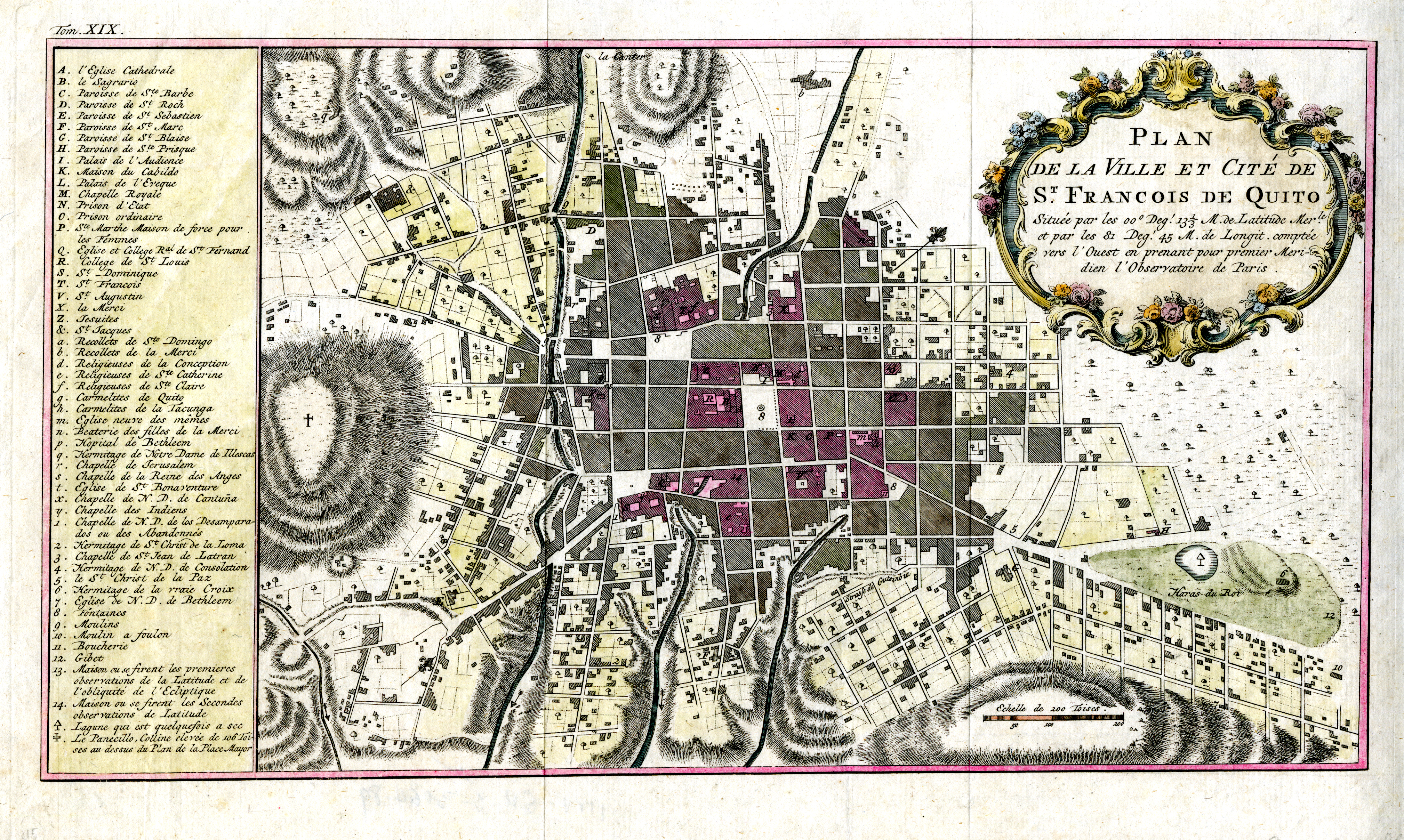
Panorama general de la Ciutat de Quito i els seus voltants cap el 1735 on hi havia l'Ajuntament i la Reial Audiència subjectes a la seva autonomia política, social, tributaria i judicial, segons Jorge Juan i Antonio de Ulloa

Al moment de l'arribada dels espanyols al Tahuantinsuyo, l'Imperi Inca es trobava en plena guerra cívil provocada per la pugna de poder entre Atahualpa i el seu germà Huascar. El primer defensava la seva hegemonia des de Quito, el segon des de Cuzco. Atahualpa va resultar vencedor i va fer assassinar al seu germà; no obstant això, en 1533 Atahualpa va ser capturat i assassinat pels espanyols. La conquesta espanyola dels Andes septentrionals va ser motivada principalment pel rumor que a Quito es trobava el tresor de Atahualpa. Es formen dues expedicions en la seva cerca: la de Pedro de Alvarado, a través de la serralada occidental, i la de Sebastián de Belalcázar. Va ser aquest últim el que va aconseguir arribar primer i qui el 6 de desembre de 1534 va fundar la ciutat de San Francisco de Quito al costat de la falda oriental del volcà Pichincha. La ciutat va ser fundada sobre les cendres, doncs dies abans Quito va ser incendiada pel general Inca Rumiñahui amb l'objecte que els espanyols no trobin res a la seva arribada. A l'agost, la ciutat havia estat fundada per Diego de Almagro al sud de l'actual emplaçament amb el nom de San Francisco de Quito.
La ciutat va ser establerta amb aproximadament dos-cents habitants. Immediatament es van assenyalar els límits, es va establir l'ajuntament, es van repartir solars i es van delimitar àrees comunals. La fundació de la ciutat en aquest lloc sembla haver respost més que res per raons estratègiques. Malgrat la seva topografia accidentada, la seva ubicació en un altiplà presentava avantatges sobre les valls limítrofes, més propicis per al desenvolupament urbà. Aquest últim factor va ser també el que va prevaler en la determinació del lloc per part dels pobles originaris. Aproximadament set anys després de la fundació de Quito, Francisco de Orellana partint des d'aquesta ciutat a la recerca del país de la canyella, va descobrir el riu Amazones el 12 de febrer de 1542. D'aquest succés històric neix la cèlebre frase: "És glòria de Quito el descobriment del Ric Amazones". El 8 de gener de 1545, el Papa Alessandro Farnese (Pau III) va fundar la Diòcesi de San Francisco de Quito. El 29 d'agost de 1563, Felip II va crear la Reial Audiència de Quito.

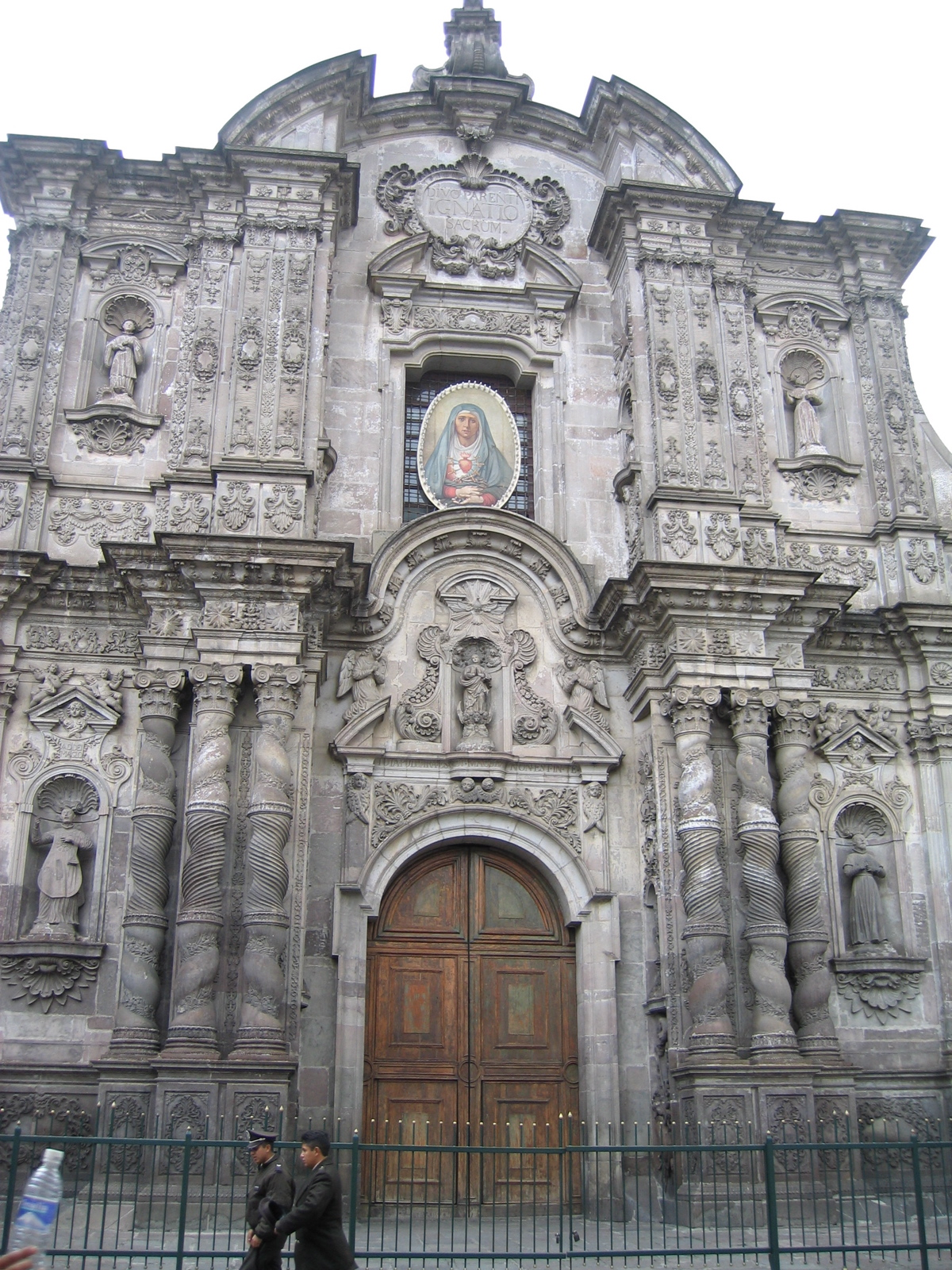
Església de la Companyia de Jesús

La seva jurisdicció abastava una superfície cinc vegades major que la de l'actual República de l'Equador, i per aquest motiu es considera a Quito com "El nucli de la nacionalitat equatoriana". La ciutat colonial es va cobrir de glòria gràcies a l'esplendor del seu art, a l'avançament de la seva cultura, al seu afany missioner i al seu amor a la llibertat. Enriquida per l'explotació minera i la producció tèxtil, va poder construir temples barrocs i mudèjars adaptats amb originalitat a l'ambient local i que els va ornamentar amb gran profusió de pintures i talles que formen un món màgic, d'innegable valor religiós. Va ser l'època de la famosa Escola de Quito, obra del mestissatge indi i espanyol. A inicis del segle xvii, la ciutat va adoptar un estil monumental amb la construcció, per diverses missions catòliques, dels temples impressionants de San Francisco, la Compañía, Santo Domingo, la Catedral Metropolitana i San Agustín.
Els esdeveniments principals durant aquest període van ocórrer al voltant d'aquests temples, que van ajudar a promoure la religiositat entre la gent. El 1649, més de dos mil persones van creuar la ciutat del nord a sud diverses vegades durant el dia i la nit, resant-li a Déu perquè els sigui revelada la identitat dels lladres que havien robat el calze sagrat del convent de Santa Clara. Per aquest desplegament de geni es diu a Quito "Relicario de l'art a Amèrica".
Els geodèsics francesos del sistema decimal van introduir a Quito l'esperit racionalista modern i van usar la magnífica biblioteca de la Universitat Jesuïta de Sant Gregorio. Quito va alimentar l'empresa de les missions de Jaén i Mainas. A Quito va néixer i va viure Mariana de Jesús, santa i patriota. D'aquesta ciutat va sortir el més il·lustre dels precursors de la independència americana, el mestís Xavier Chusig qui va canviar el seu nom a Eugenio de Santa Cruz y Espejo per evitar la discriminació. Espejo va ser el fundador del primer periòdic de Quito. També hi ha altres històries com la de Manuela Sáenz, la primera dona enrolada a l'exèrcit bolivarià qui es va convertir en la fidel companya del libertador Simón Bolívar.

## Independència (1808-22)
Els primers moviments van començar el 1808 amb la reunió de nadal efectuada a la Hisenda Chillo, propietat de Juan Pío Montúfar, II Marquès de Selva Alegre. S'hi van discutir els esdeveniments que estaven succeint a Espanya amb motiu de la invasió napoleònica, així com la crisi socioeconòmica que vivia gran part de l'Audiència a causa de les reformes borbòniques. A l'any següent, a la nit i matinada del 9 i 10 d'agost, aquest grup d'il·lustrats criolls entre els quals van destacar el capità Juan de Salinas, Juan de Dios Morales, Juan Larrea, el bisbe Cuero y Caicedo i Manuel Rodríguez de Quiroga, es va reunir novament en la residència de la noble quitenya Manuela Cañizares. Entre les accions preses, la més important va ser la destitució del Comte Ruiz de Castella com a President de la Reial Audiència de Quito i la instauració d'una Junta Sobirana de Govern, nomenant a Juan Pío Montúfar com la seva màxima autoritat. Lamentablement, a causa del feble moviment i al rebuig de diversos sectors de Popayán, Guayaquil, Conca i Lima, el govern revolucionari només va durar 77 dies. Després de diversos fets, centenars de persones entre criolls i rebels van ser empresonades a la Caserna de Quito, on entre el 2 i el 4 d'agost de 1810 van ser brutalment assassinats al voltant de 300 presos que equivalia a l'1 per cent de la població. Una massacre d'iguals característiques avui significaria prop de 17 mil víctimes. El poder torna a les mans del Comte Ruiz de Castella. Els virreis de Lima i Bogotà envien tropes per assetjar la ciutat. En 1812 arriba com Comissionat Regi d'Espanya Carlos Montúfar, fill del Marquès de Selva Alegre per pacificar als revoltats, però en veure que fins i tot el seu pare hi estava implicat, decideix unir-se a una lluita sense caserna que acabaria amb la seva vida el 1815. Haurien de passar cinc anys més perquè es declari el primer territori lliure de l'Audiència, Guayaquil, el 9 d'octubre de 1820, liderat pel poeta José Joaquín d'Olmedo. És des del port principal que s'inicia la campanya definitiva per aconseguir la independència de la Metròpoli. A Equador es coneix aquest succés com el Primer Crit d'Independència Hispanoamericana. Molts dels revoltats van patiir durant la matança del 2 d'agost de 1810.
Acabada la influència napoleònica, el 24 de maig de 1822 l'exèrcit independendista comandat pel General Antonio José de Sucre va vèncer a les forces realistes lleials al rei d'Espanya que estaven sota les ordres de Melchor de Aymerich, en la denominada Batalla de Pichincha. Gràcies a la victòria de les tropes grancolombines, es va aconseguir l'alliberament de Quito i la independència de les províncies pertanyents a la Reial Audiència de Quito. Cent anys després, en el lloc de la batalla, es va aixecar un obelisc commemoratiu i un museu en el qual es conserven les armes i els uniformes dels combats.
A la Batalla de Pichincha l'exèrcit independentista sota el comandament d'Antonio José de Sucre, va partir de Chillogallo al sud de Quito la nit del 24 de maig de 1822. L'estratègia militar consistia a vorejar el flanc occidental de la falda del Pichincha per envoltar a l'enemic i d'aquesta manera reduir-lo en poc temps. El combat va ser cruent, i les cròniques diuen que la població de Quito va contemplar el succés com un espectacle de pirotècnia, des de les balconades de les cases cèntriques. A la matinada del 25 de maig, les canonades en el fortí del Panecillo anunciaven que l'espanyol Melchor de Aymerich havia capitulat i que l'antiga Presidència de Quito passava a la pàtria de Bolívar. Mentre els veïns de la ciutat festejaven la llibertat, Abdón Calderón agonitzava a l'Hospital Sant Joan de Déu. A Quito se la coneix com la "Llum d'Amèrica".

## Quito i la Gran Colombia (1822-1830)

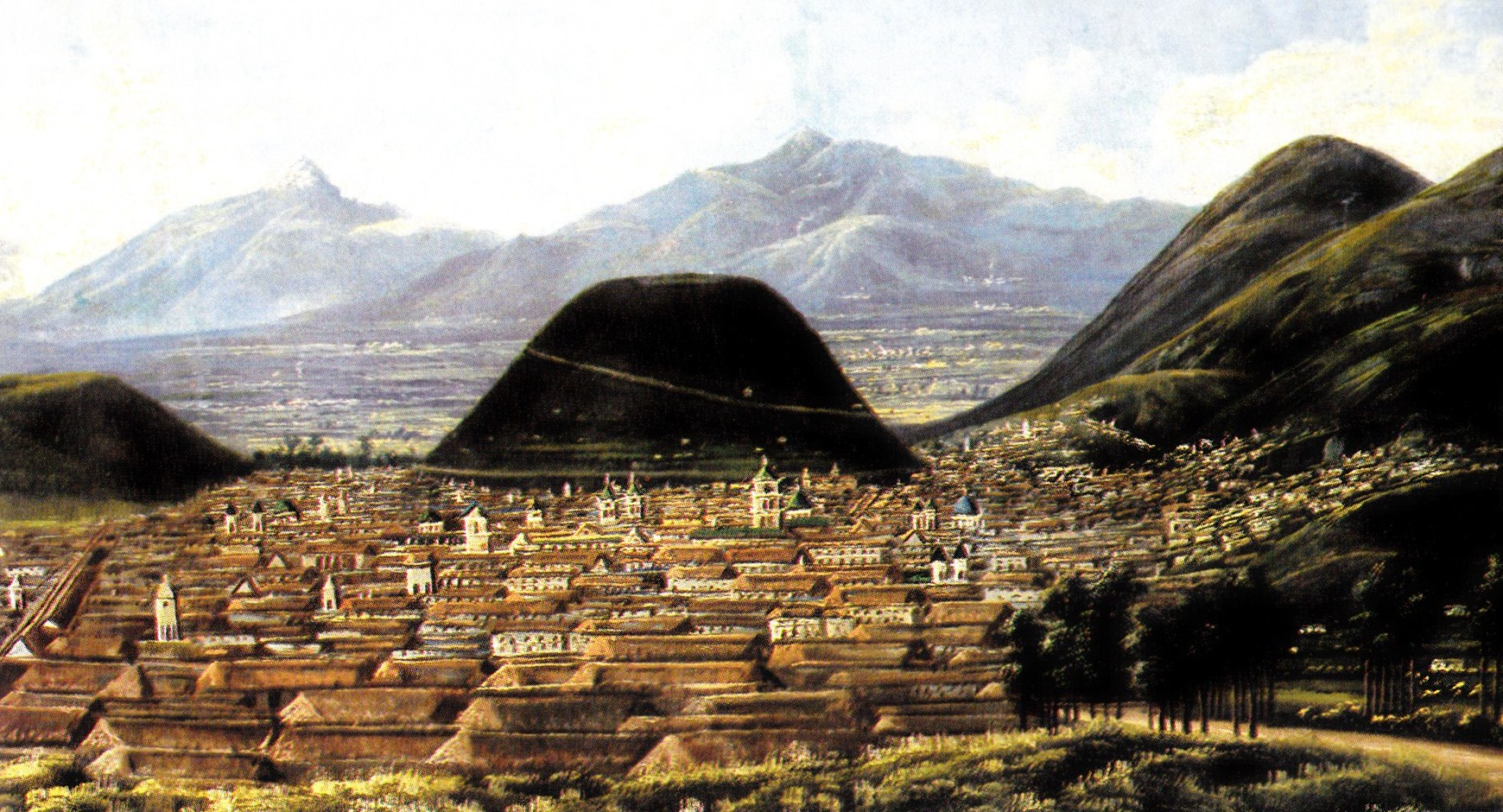
Quito, oli del pintor Rafael Sales. Mostra el paisatge de la ciutat a mitjan segle XIX

Després de la Batalla de Pichincha, al juny de 1822 arriba el libertador Simón Bolívar per annexar els territoris de l'antiga audiència a la República de la Gran Colòmbia, conformada llavors pels actuals Veneçuela, Colòmbia i l'Equador amb capital a la ciutat de Santa Fe de Bogotà. El nom de Reial Audiència es transforma en Departament del sud o Presidència de Quito. El 25 de juny de 1824 es funda la província de Pichincha, tenint a Quito com a capital. El 18 de març de 1826 s'inaugura la Universitat Central de l'Equador.

## Les albors de la república (1830-1900)
El 13 de maig de 1830 es crea la República de l'Equador, amb Quito com a capital després de separar-se de la Gran Colòmbia. El general veneçolà Juan José Flores assumeix el càrrec de primer President.
El 27 d'agost de 1869 es funda l'Escola Politècnica Nacional, una altra de les grans universitats de l'Equador.
Altres fets històrics que descriuen a Quito en la història són: l'assassinat del President de l'Equador Gabriel García Moreno el 6 d'agost de 1875, fet considerat com el primer pas cap a la Revolució Liberal; l'assassinat del President Eloy Alfaro, el cos inert del qual va ser arrossegat pels carrers de Quito i incinerat posteriorment al Parc El Ejido el 28 de gener de 1912; la Revolució Juliana de 1925 per rescatar l'estat de mans de la plutocràcia bancària; entre d'altres.

## Arribada del ferrocarril i el tramvia
El 25 de juny de 1908 va arribar per primera vegada el tren de vapor a l'Estació de Chimbacalle situada al sud de Quito. L'obra de construcció del Ferrocarril Transandino entre Guayaquil i Quito havia estat iniciada pel president Gabriel García Moreno, i va ser acabada en època d'Eloy Alfaro. Un clau d'or col·locat en l'últim riel de l'esmentada estació per Amèrica Alfaro, la filla del President Alfaro, va segellar l'obra d'infraestructura més gran de l'Equador en aquella època. L'arribada del ferrocarril de vapor a la ciutat, va produir la necessitat de crear un mitjà de transport urbà que operés entre l'Estació de Chimbacalle dalt del turó al costat sud de la ciutat, i el centre comercial a l'altre costat del Riu Machángara. La Quito Tramways Company va ser fundad el 1910 a Wilmington, Delaware (Estats Units), i va ser controlada per l' Ecuadorian Corporation Ltda. de Londres. La QTC va començar la construcció d'una línia de tramvies elèctrics el 1911 i va ordenar quatre carros de dos eixos a la J. G. Brill a Philadelphia el 17 de febrer de 1914. La nova línia, entre l'estació del ferrocarril i el centre de la ciutat, va ser inaugurada el 8 d'octubre de 1914. La QTC va encarregar dos trens de quatre eixos el 1915 i dos més de dos eixos l'any següent. L'amplada de via del tramvia de Quito, com del ferrocarril de vapor, era de 1.067 mm (42 polzades).
Durant 34 anys la QTC va operar els vuit mateixos tramvies en dos serveis: de l'estació Chimbacalle al Cementiri San Diego, i de Chimbacalle fins a l'Avinguda Colón. El dipòsit de tramvies es va situar a l'avinguda 18 de Setembre i Jorge Washington. El 1921 una empresa equatoriana, Compañia Nacional de Tranvias, va construir una línia de tramvies en les avingudes 10 d'Agost i la Premsa entre l'avinguda Colón i la ciutat de Cotocollao. Ja que la QTC posseïa els drets exclusius de tracció elèctrica a la ciutat, els vehicles de la CNT havien de ser accionats per motors de gasolina. La CNT va importar els xassís i la part mecànica dels seus automòbils de l'Algemeine Elektricitäts Gesellschaft (AEG) a Alemanya, però va muntar les carrosseries a Equador. La línia de Cotocollao, amb una amplada també de 1.067 mm (42 polzades), va obrir el 22 de juny de 1923. Al voltant del 1926 els inversors equatorians van reorganitzar la CNT i va adquirir la QTC. Els nous amos van tancar la línia de gasolina de Cotocollao el 1928 i les dues línies de tramvia elèctric aproximadament l'any 1948.

## Modernització de la ciutat (1930-1999)
En la dècada del 1930, les classes altes del centre de la ciutat es van desplaçar al nord. Van sorgir barris residencials dins de l'esquema de la "ciutat jardí". Els espais del centre van ser ocupats per immigrants de les províncies veïnes. La part antiga de la ciutat va poder conservar els seus orígens i la seva arquitectura colonial enriquida amb les nous invents dels segles XIX i XX. Cap a la mitat del segle xx, l'espai urbà estava ja socialment estratificat.
El 5 de juliol de 1941, entra en conflicte amb Perú, originant la Guerra peruà-equatoriana, durant els dies de guerra amb el Perú els ferrocarrils es dirigien al sud del país portant joves soldats voluntaris per fer front a l'enemic peruà.
El 6 d'agost de 1960 s'inaugura l'Aeroport Internacional Mariscal Sucre. El 28 de març de 1976 al turó del Panet, l'arquebisbe de Quito Pablo Muñoz Vega, va inaugurar la Verge del Panet. Aquesta és una estàtua feta d'alumini, copiada a partir d'un original de Bernardo de Legarda. El 18 de setembre de 1978, Quito va ser declarada com el Primer Patrimoni Cultural de la Humanitat per la UNESCO, amb l'objectiu de conservar els seus convents colonials, esglésies i el centre històric en general. Des de fa alguns anys, el Municipi de Quito ha emprès en un pla de salvament arquitectònic i social del Centre Històric.
A partir de la dècada del 70, Quito es va modernitzar gràcies al boom petrolier a Equador. Es va convertir en la capital petroliera i en el segon centre bancari i financer del país. La seva modernitat s'aprecia en l'arquitectura del sector nord de la ciutat. L'extensió de la ciutat cap al nord i el sud va començar durant els anys 1980, quan la principal àrea turística situada al centre nord de la ciutat (Quito modern) va començar a créixer.
El 5 de març de 1987, es va produir un terratrèmol d'aproximadament 7 graus en l'escala sismològica de Richter i l'epicentre es va localitzar a 80 km de Quito. El moviment sísmic va causar danys en diverses edificacions de la ciutat. El 27 de desembre de 1993, es promulgà la Llei de Règim per al Districte Metropolità de Quito. El 17 de desembre de 1995, el Municipi de Quito inaugurà la primera línia de troleibusos a la ciutat amb el nom del Trole.

## Segle XXI
A partir de l'any 2000, la ciutat havia aconseguit 1.397,698 habitants. A partir de l'any 2002 es va iniciar la recuperació del centre històric i del casc colonial, i es va remodelar l'Aeroport Internacional Mariscal Sucre al Nord de la Capital del País fins al tancament d'aquell antic aeroport en convertir al Parc Bicentenario l'any 2013.
Els dies 29 i 30 de novembre de 2002, es van dur a terme els actes d'inauguració de la Capella de l'Home, un museu que conté les millors obres del mestre Oswaldo Guayasamín, que va ser un destacat artista i el millor pintor equatorià de l'època moderna.
Entre 2003 i 2004 es va construir la moderna línia de busos ecològics MetrobusQ que travessa la ciutat de nord a sud, també es van ampliar les avingudes i es van construir passos deprimits i reformes geomètriques amb la finalitat de donar major fluïdesa al trànsit.
Cap al 2005 es va acabar la recuperació del sector de La Mariscal, antigament una zona vermella, creant una gran quantitat de restaurants, carrers per a vianants, piscines, cafès i bars. El 2 de juliol de 2005, es va inaugurar una moderna línia de telefèrics a Cruz Loma amb el nom de TelefériQo. Quito és avui una metròpoli emprenedora i el centre polític del país.
A través del FONSAL (Fons de Salvament) s'han realitzat projectes de vivers, repoblament, reforestació, ponts, túnels, noves autopistes, campanyes contra incendis, construcció d'escoles públiques, restauració del centre històric, construcció i restauració de museus i parcs. Actualment el Centre Històric de Quito concentra la major part dels visitants a la ciutat, sent aquest un dels principals atractius de la ciutat. Quito comparteix el títol de patrimoni cultural de la humanitat dins de l'Equador juntament amb Conca, les quals resulten ser les dues ciutats més importants de la regió serra.
En 2010 arrenquen els estudis per a la construcció del seu tren metropolità (Metro).
Quito ha acumulat diversos títols durant la seva història; entre ells es destaquen “Llum d'Amèrica,” per ser la primera ciutat a Amèrica hispana a buscar un govern autònom, “Patrimoni Cultural de la Humanitat”, primera ciutat a ser nomenada per la UNESCO en 1978 i “Capital Iberoamericana de la Cultura l'any 2004”, designada per la Unió de Ciutats Cabdals Iberoamericanes (UCCI). En cadascuna d'aquestes transcendentals designacions, Quito va ser un referent mundial de bellesa arquitectònica, històrica, cultural i artística. Quito ha estat la Capital Americana de la Cultura 2011.
El 20 de febrer de 2013 s'inaugura l'Aeroport Internacional Mariscal Sucre situat a Tababela.